# Roquefort (Gers)
Pour les articles homonymes, voir Roquefort.
Roquefort (Ròcahòrt en gascon) est une commune française située dans le centre du département du Gers en région Occitanie. Sur le plan historique et culturel, la commune est dans le Pays d'Auch, un territoire céréalier et viticole qui s'est également constitué en pays au sens aménagement du territoire en 2003.
Exposée à un climat océanique altéré, elle est drainée par le Gers, le Talouch, l'Ourlan et par divers autres petits cours d'eau.
Roquefort est une commune rurale qui compte 277 habitants en 2022, après avoir connu une forte hausse de la population depuis 1975.  Elle fait partie de l'aire d'attraction d'Auch. Ses habitants sont appelés les Roquefortois ou  Roquefortoises.

## Géographie

### Communes limitrophes
Les communes limitrophes sont  Lavardens, Mérens, Peyrusse-Massas, Puységur, Roquelaure et Sainte-Christie.
| Lavardens       | Puységur   |                 |
| Mérens          | Roquefort  | Sainte-Christie |
| Peyrusse-Massas | Roquelaure |                 |

### Géologie et relief
Roquefort se situe en zone de sismicité 1 (sismicité très faible).

### Hydrographie

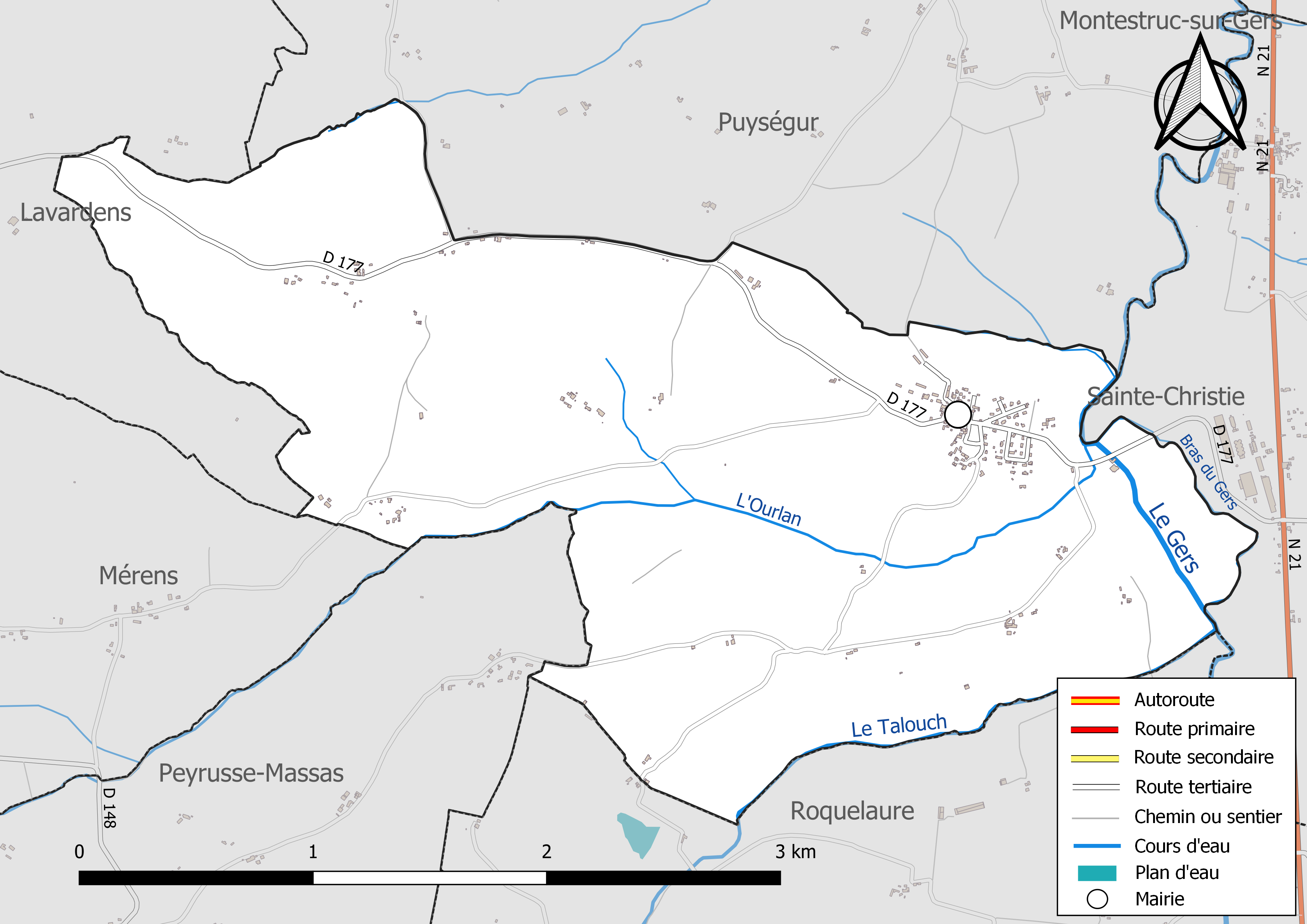
Réseaux hydrographique et routier de Roquefort.

La commune est dans le bassin de la Garonne, au sein du bassin hydrographique Adour-Garonne. Elle est drainée par le Gers, le Talouch, l'Ourlan, un bras du Gers et par divers petits cours d'eau, qui constituent un réseau hydrographique de 8 km de longueur totale,.
Le Gers, d'une longueur totale de 175,4 km, prend sa source dans la commune de Lannemezan et s'écoule vers le nord. Il traverse la commune et se jette dans la Garonne à Layrac, après avoir traversé 47 communes.
Le Talouch, d'une longueur totale de 14 km, prend sa source dans la commune d'Auch et s'écoule vers le nord. Il traverse la commune et se jette dans le Gers sur le territoire communal, après avoir traversé 6 communes.

### Climat
Pour des articles plus généraux, voir Climat de l'Occitanie et Climat du Gers.
En 2010, le climat de la commune est de type climat du Bassin du Sud-Ouest, selon une étude s'appuyant sur une série de données couvrant la période 1971-2000. En 2020, Météo-France publie une typologie des climats de la France métropolitaine dans laquelle la commune est exposée à un climat océanique altéré et est dans la région climatique Aquitaine, Gascogne, caractérisée par une pluviométrie abondante au printemps, modérée en automne, un faible ensoleillement au printemps, un été chaud (19,5 °C), des vents faibles, des brouillards fréquents en automne et en hiver et des orages fréquents en été (15 à 20 jours).
Pour la période 1971-2000, la température annuelle moyenne est de 13,5 °C, avec une amplitude thermique annuelle de 15,7 °C. Le cumul annuel moyen de précipitations est de 749 mm, avec 9,7 jours de précipitations en janvier et 6 jours en juillet. Pour la période 1991-2020, la température moyenne annuelle observée sur la station météorologique la plus proche, située sur la commune d'Auch à 13 km à vol d'oiseau, est de 13,5 °C et le cumul annuel moyen de précipitations est de 695,8 mm,. Pour l'avenir, les paramètres climatiques de la commune estimés pour 2050 selon différents scénarios d'émission de gaz à effet de serre sont consultables sur un site dédié publié par Météo-France en novembre 2022.

### Milieux naturels et biodiversité
Aucun espace naturel présentant un intérêt patrimonial n'est recensé sur la commune dans l'inventaire national du patrimoine naturel,,.

## Urbanisme

### Typologie
Au 1er janvier 2024, Roquefort est catégorisée commune rurale à habitat dispersé, selon la nouvelle grille communale de densité à sept niveaux définie par l'Insee en 2022.
Elle est située hors unité urbaine. Par ailleurs la commune fait partie de l'aire d'attraction d'Auch, dont elle est une commune de la couronne,. Cette aire, qui regroupe 112 communes, est catégorisée dans les aires de 50 000 à moins de 200 000 habitants,.

### Occupation des sols
L'occupation des sols de la commune, telle qu'elle ressort de la base de données européenne d’occupation biophysique des sols Corine Land Cover (CLC), est marquée par l'importance des territoires agricoles (95,7 % en 2018), en diminution par rapport à 1990 (100 %). La répartition détaillée en 2018 est la suivante : 
terres arables (65,6 %), prairies (19,4 %), zones agricoles hétérogènes (10,6 %), zones urbanisées (4,2 %), forêts (0,1 %). L'évolution de l’occupation des sols de la commune et de ses infrastructures peut être observée sur les différentes représentations cartographiques du territoire : la carte de Cassini (XVIIIe siècle), la carte d'état-major (1820-1866) et les cartes ou photos aériennes de l'IGN pour la période actuelle (1950 à aujourd'hui).

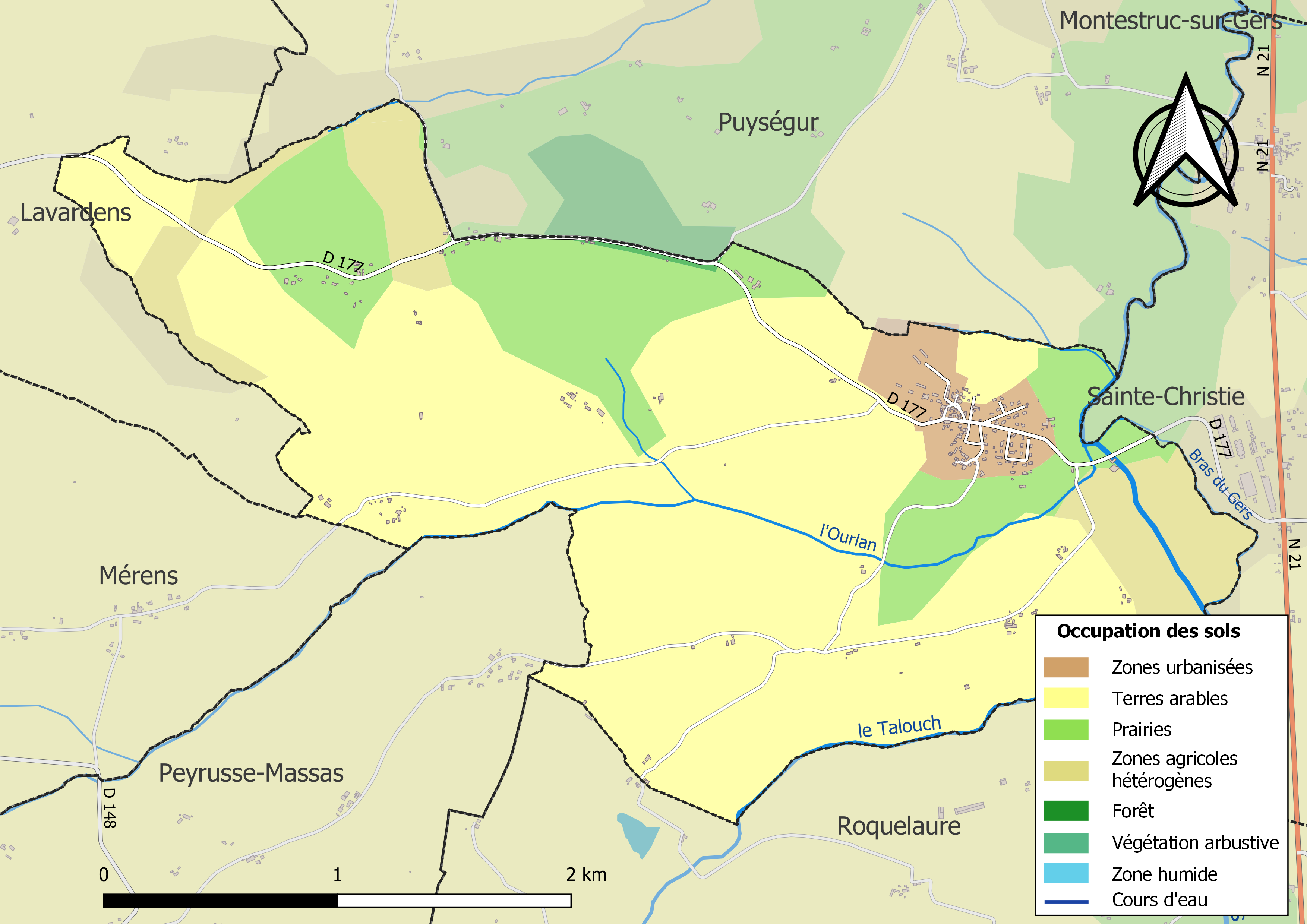
Carte des infrastructures et de l'occupation des sols de la commune en 2018 (CLC).

### Risques majeurs
Le territoire de la commune de Roquefort est vulnérable à différents aléas naturels : météorologiques (tempête, orage, neige, grand froid, canicule ou sécheresse), inondations et séisme (sismicité très faible). Un site publié par le BRGM permet d'évaluer simplement et rapidement les risques d'un bien localisé soit par son adresse soit par le numéro de sa parcelle.
Certaines parties du territoire communal sont susceptibles d’être affectées par le risque d’inondation par débordement de cours d'eau, notamment le Gers et le Talouch. La cartographie des zones inondables en ex-Midi-Pyrénées réalisée dans le cadre du XIe Contrat de plan État-région, visant à informer les citoyens et les décideurs sur le risque d’inondation, est accessible sur le site de la DREAL Occitanie. La commune a été reconnue en état de catastrophe naturelle au titre des dommages causés par les inondations et coulées de boue survenues en 1999, 2009 et 2014,.

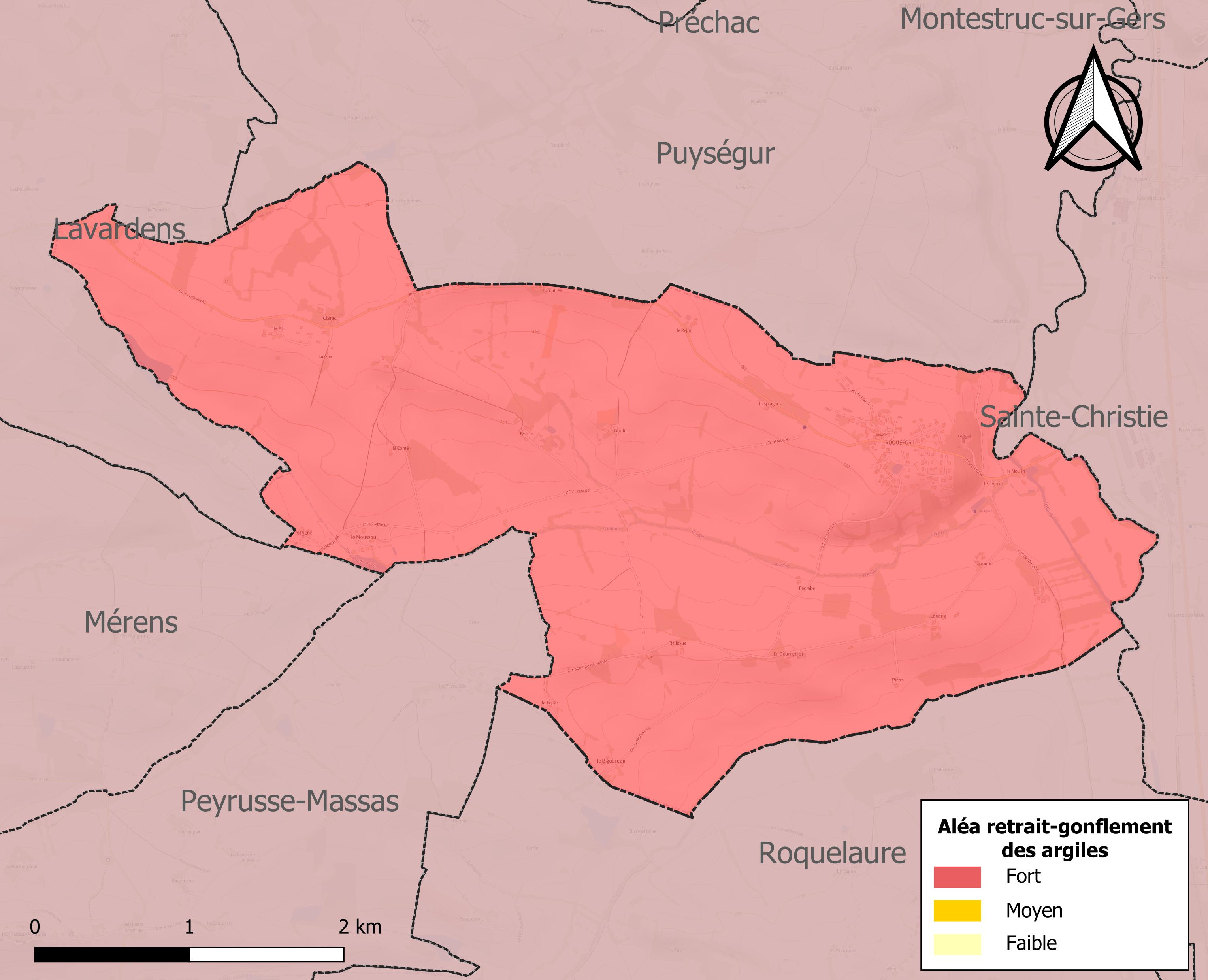
Carte des zones d'aléa retrait-gonflement des sols argileux de Roquefort.

Le retrait-gonflement des sols argileux est susceptible d'engendrer des dommages importants aux bâtiments en cas d’alternance de périodes de sécheresse et de pluie. La totalité de la commune est en aléa moyen ou fort (94,5 % au niveau départemental et 48,5 % au niveau national). Sur les 129 bâtiments dénombrés sur la commune en 2019, 129 sont en aléa moyen ou fort, soit 100 %, à comparer aux 93 % au niveau départemental et 54 % au niveau national. Une cartographie de l'exposition du territoire national au retrait gonflement des sols argileux est disponible sur le site du BRGM,.
Par ailleurs, afin de mieux appréhender le risque d’affaissement de terrain, l'inventaire national des cavités souterraines permet de localiser celles situées sur la commune.
Concernant les mouvements de terrains, la commune a été reconnue en état de catastrophe naturelle au titre des dommages causés par la sécheresse en 1989, 1994, 1998, 2002, 2003, 2011, 2012, 2016 et 2019 et par des mouvements de terrain en 1999.

## Histoire
En 1825, la commune de Clarac est rattachée à celle de Roquefort.

## Politique et administration
| Période                                  | Période  | Identité     | Étiquette | Qualité     |
| ---------------------------------------- | -------- | ------------ | --------- | ----------- |
| avant 1981                               | ?        | Gaston Baqué | DVG       |             |
| mars 2001                                | En cours | Daniel Menon | DVD       | Agriculteur |
| Les données manquantes sont à compléter. |          |              |           |             |

## Démographie
L'évolution du nombre d'habitants est connue à travers les recensements de la population effectués dans la commune depuis 1793. Pour les communes de moins de 10 000 habitants, une enquête de recensement portant sur toute la population est réalisée tous les cinq ans, les populations de référence des années intermédiaires étant quant à elles estimées par interpolation ou extrapolation. Pour la commune, le premier recensement exhaustif entrant dans le cadre du nouveau dispositif a été réalisé en 2005.

En 2022, la commune comptait 277 habitants, en évolution de −6,1 % par rapport à 2016 (Gers : +1,04 %, France hors Mayotte : +2,11 %).
| 1793 | 1800 | 1806 | 1821 | 1831 | 1841 | 1846 | 1851 | 1856 |
| ---- | ---- | ---- | ---- | ---- | ---- | ---- | ---- | ---- |
| 141  | 261  | 269  | 288  | 445  | 355  | 390  | 345  | 334  |

| 1861 | 1866 | 1872 | 1876 | 1881 | 1886 | 1891 | 1896 | 1901 |
| ---- | ---- | ---- | ---- | ---- | ---- | ---- | ---- | ---- |
| 328  | 307  | 253  | 298  | 303  | 302  | 284  | 258  | 244  |

| 1906 | 1911 | 1921 | 1926 | 1931 | 1936 | 1946 | 1954 | 1962 |
| ---- | ---- | ---- | ---- | ---- | ---- | ---- | ---- | ---- |
| 227  | 196  | 198  | 197  | 192  | 182  | 195  | 177  | 163  |

| 1968 | 1975 | 1982 | 1990 | 1999 | 2005 | 2006 | 2010 | 2015 |
| ---- | ---- | ---- | ---- | ---- | ---- | ---- | ---- | ---- |
| 140  | 102  | 175  | 222  | 230  | 226  | 225  | 274  | 292  |

| 2020 | 2022 | - | - | - | - | - | - | - |
| ---- | ---- | - | - | - | - | - | - | - |
| 276  | 277  | - | - | - | - | - | - | - |

## Économie

### Revenus
En 2018  (données Insee publiées en septembre 2021), la commune compte 110 ménages fiscaux, regroupant 269 personnes. La médiane du revenu disponible par unité de consommation est de 22 150 € (20 820 € dans le département).

### Emploi
|                | 2008  | 2013  | 2018  |
| -------------- | ----- | ----- | ----- |
| Commune        | 6,6 % | 8,5 % | 6,2 % |
| Département    | 6,1 % | 7,5 % | 8,2 % |
| France entière | 8,3 % | 10 %  | 10 %  |

En 2018, la population âgée de 15 à 64 ans s'élève à 186 personnes, parmi lesquelles on compte 82 % d'actifs (75,8 % ayant un emploi et 6,2 % de chômeurs) et 18 % d'inactifs,. En  2018, le taux de chômage communal (au sens du recensement) des 15-64 ans est inférieur à celui de la France et département, alors qu'en 2008 il était supérieur à celui du département et inférieur à celui de la France.
La commune fait partie de la couronne de l'aire d'attraction d'Auch, du fait qu'au moins 15 % des actifs travaillent dans le pôle,. Elle compte 57 emplois en 2018, contre 67 en 2013 et 54 en 2008. Le nombre d'actifs ayant un emploi résidant dans la commune est de 146, soit un indicateur de concentration d'emploi de 39,2 % et un taux d'activité parmi les 15 ans ou plus de 66,7 %.
Sur ces 146 actifs de 15 ans ou plus ayant un emploi, 23 travaillent dans la commune, soit 16 % des habitants. Pour se rendre au travail, 87,8 % des habitants utilisent un véhicule personnel ou de fonction à quatre roues, 1,4 % les transports en commun, 3,6 % s'y rendent en deux-roues, à vélo ou à pied et 7,2 % n'ont pas besoin de transport (travail au domicile).

### Activités hors agriculture
18 établissements sont implantés  à Roquefort au 31 décembre 2019.
Le secteur des activités spécialisées, scientifiques et techniques et des activités de services administratifs et de soutien est prépondérant sur la commune puisqu'il représente 27,8 % du nombre total d'établissements de la commune (5 sur les 18 entreprises implantées  à Roquefort), contre 14,4 % au niveau départemental.

### Agriculture
|               | 1988 | 2000 | 2010 | 2020 |
| ------------- | ---- | ---- | ---- | ---- |
| Exploitations | 20   | 10   | 11   | 8    |
| SAU (ha)      | 533  | 512  | 491  | 520  |

La commune est dans le « Haut-Armagnac », une petite région agricole occupant le centre du département du Gers. En 2020, l'orientation technico-économique de l'agriculture  sur la commune est la polyculture et/ou le polyélevage. Huit exploitations agricoles ayant leur siège dans la commune sont dénombrées lors du recensement agricole de 2020 (20 en 1988). La superficie agricole utilisée est de 520 ha,,.

## Culture locale et patrimoine

### Lieux et monuments
- Église Saint-Jean-Baptiste.